# 西北地方旗
西北地區旗是加拿大西北地區的官方旗幟，長寬比1:2，左右兩側的藍色縱條寬度各為中央白色縱條的一半，而白色縱條的正中央則帶有西北地區徽章中的盾牌。這面旗幟於1969年成為西北地區的區旗，系通過公開募集產生；獲選方案是由來自曼尼托巴省瑪嘉烈（Margaret）的羅拔·貝桑特（Robert Bessant）設計。區旗的設計於2010年11月15日列入加拿大紋章局的紋章及旗幟名冊內。
旗幟中的藍色部分象徵西北地區的水域，白色部分則象徵冰雪。盾牌頂部的白色象限代表北冰洋中的冰層，中間的藍色波浪形橫紋則代表西北水道。一條代表林木線的波浪形斜線將盾牌下方劃分成兩部分：左下的綠色部分代表林木線以南的森林地帶，右上的紅色部分則代表林木線以北的苔原。綠色部分中的金條代表區内的礦業，而紅色部分中的北極狐則代表皮毛交易。兩側藍色縱條加中央較闊的白色縱條（即紋章學和旗幟學中的加拿大式縱條）再在之上放置區徽盾牌的配搭，與加拿大國旗的設計同出一轍。